# Von Zweigbergk
von Zweigbergk (fil) är en adelsätt med ursprung i Böhmen och ätteförgreningar i olika länder.

## Historik
Ätten adlades omkring år 1500 av kejsar Maximilian I och härstammar från Böhmen, där den nära Prag ägde stamgodset Horcha. Georg von Zweigbergk den yngre (född 1596) gick i svensk krigstjänst och stupade 1641 som överste vid Wolfenbüttel och begravdes i Wismar. Hans fem söner fick den 9 november 1647 under adlig frihet förläning av gods i Ingermanland, som belöning för sin faders tapperhet i strid.
Släkten erhöll adelsbrev av Axel Oxenstierna men har inte introducerats i Riddarhuset.
År 2021 uppgav Statistiska centralbyrån att 171 personer med efternamnet var bosatta i Sverige.
Enligt Institutet för de inhemska språken i Finland uttalas namnet "fåntsvejgbärk".

## Vapen
von Zweigbergks släktvapen består av sköld i silver och rött snedrutat fält en balk av silver, belagd med en trebladig röd gren. Hjälmen är krönt, hjälmprydnaden är en uppstigande tvestjärtad röd basilisk med krona och beväring av guld. Hjälmtäcket är invändigt av silver och utvändigt rött.

## Personer med efternamnet von Zweigbergk
- Amelie von Zweigbergk (född 1966), politiker, Liberalerna
- Anna von Zweigbergk (1865–1952), journalist
- Bo E:son von Zweigbergk (1897–1940), konstnär
- Brita von Zweigbergk (1905–1991), bibliotekarie
- Carl-Axel von Zweigbergk (1893–1980), militär
- Charlotta von Zweigbergk (född 1960), journalist och författare
- Clara von Zweigbergk (född 1970), formgivare och illustratör
- Eva von Zweigbergk (1906–1984), journalist, barnbokskritiker och bilderboksförfattare
- Fredrik von Zweigbergk (1797–1850), jordbrukare och politiker
- Georg von Zweigbergk (1873–1938), agronom och ämbetsman
- Helena von Zweigbergk (född 1959), journalist, författare och filmrecensent
- Henric von Zweigbergk (född 1962), studioman
- Jan von Zweigbergk (1925–1991), skådespelare och regiassistent
- Jurgen von Zweigbergk (1928–2008), chefredaktör och författare
- Martin von Zweigbergk (född 1940), översättare
- Otto von Zweigbergk (1863–1935), publicist och politiker, liberal
- Rebecka von Zweigbergk (född 1977), influerare och barnmorska
- Tyra von Zweigbergk (född 1973), illustratör och grafisk formgivare
- Ulf von Zweigbergk (1926–2013), konstnär och skådespelare

## Stamtavla
- Georg Ludwig von Zweigberk till Horcha (född 1570), gift med Anna Sophia von Knoblochen
  - Georg von Zweigbergk d.y. (1596–1641), överste, gift med Catarina Klein
    - Georg Wilhelm von Zweigbergk till Walkowa (1628–1675), hovjunkare och major i svenska armén, stupade i slaget vid Fehrbellin, stamfader för den svenska grenen, gift med Anna Agata Rutenfeldt
      - Georg Ernst von Zweigbergk, stamfader för den ryska grenen
      - Anton George von Zweigbergk (1653–1703), kapten och löjtnant, sårades i slaget vid Narva och dog senare i Nicolasaransk, gift med Margareta Fechtenberg (som befann sig i rysk fångenskap med de gemensamma barnen under åren 1712–1722)
        - Gustav Fredrik von Zweigbergk (1678–1754), stamfader för den äldre finska grenen, gift med Anna Dorotea Slöör
        - Peter Johan von Zweigbergk (1680–1750), riksdagsman och stamfader för den yngre finska grenen, gift med Ingeborg Wydbohm
        - Johan Anton d.ä. von Zweigbergk (1699–1760), kvartermästare vid Livregementet till häst och sista gemensamma förfadern för den svenska grenen von Zweigbergk, gift med Adriana Malmberg
          - Carl Gustav von Zweigbergk (1731–1760), stupade i pommerska kriget
          - Jacob Tönnes von Zweigbergk (1733–1811), kvartermästare vid Livregementet
            - Anton von Zweigbergk (1762–1824), hovrättsråd
              - Per Anton von Zweigbergk (1811–1862), läroboksförfattare
                - Anton Herman von Zweigbergk (1849–1882), komminister
                  - Georg von Zweigbergk (1873–1938), agronom[5]

          - Adolf von Zweigbergk (1746–1818), fänrik vid Skaraborgs regemente
            - Gustav Adolf von Zweigbergk (1779–1857), kyrkoherde i Grolanda, Skaraborgs län
              - Carl Anton Samuel von Zweigbergk (1822–1883), brukspatron
                - Gustav von Zweigbergk (1857–1930), gymnastikdirektör, major
                  - Olof von Zweigbergk (1901–1963), medicinalråd

              - Johan Adolf von Zweigbergk (1824–1862), komminister
                - Axel von Zweigbergk (1862–1935), godsägare
                - Carl-Axel von Zweigbergk (1893–1980), officer
                  - Jurgen von Zweigbergk (1928–2008), journalist
                    - Helena von Zweigbergk (född 1959), journalist, författare
                    - Charlotta von Zweigbergk (född 1960), journalist, författare
                    - Amelie von Zweigbergk (född 1966), politiker

                  - Margareta von Zweigbergk (född 1934), kurator, gift med 1) B E Swenelius och 2) Per Olsson, professor
                    - Anastasia von Zweigbergk (född 1956), varit sambo med Robert Broberg, artist

                - Margareta von Konow, ogift von Zweigbergk (1897–1999), journalist[6]

              - Gustaf von Zweigbergk (1829–1917), agronom
                - Otto von Zweigbergk (1863–1935), publicist och politiker
                  - Åke von Zweigbergk (1902–1980), ämbetsman, chef för PRV, gift med Eva von Zweigbergk, journalist, författare
                    - Niklas von Zweigbergk (född 1939), arkitekt
                      - Clara von Zweigbergk (född 1970), illustratör och grafisk formgivare
                      - Tyra von Zweigbergk (född 1973), illustratör och grafisk formgivare

                    - Martin von Zweigbergk (född 1940), översättare

            - Fredrik von Zweigbergk (1797–1850), jordbrukare, riksdagsman[7]
            - Jonas Wilhelm von Zweigbergk (1799–1861), hovpredikant
              - Linus von Zweigbergk (1835–1883), veterinär
                - Hedvig Lilly Vilhelmina von Zweigbergk (1864–1948), gift med Nils Rikard Eriksson, läkare
                  - John Åke von Zweigbergk (1892–1944), försäljningschef
                    - Sverker von Zweigbergk (1919–1988), direktör
                      - Py-Lotte von Zweigbergk (född 1948), gift med Anders Björck, statsråd

                    - Ingbo von Zweigbergk (1921–2007), redaktör
                      - Gunno von Zweigbergk (född 1950) konsult, gift med Anette von Zweigbergk, designer, författare
                        - Anton Wilhelm von Zweigbergk (född 1997)
                        - Gill Eloise Antonia von Zweigbergk (född 1999)

                      - Dan von Zweigbergk (född 1951), läkare

                    - Jan von Zweigbergk (1925–1991), skådespelare

                  - Bo E:son von Zweigbergk (1897–1940), konstnär
                    - Ulf von Zweigbergk (1926–2013), konstnär, skådespelare